# Козица (Пљевља)
Козица је насеље у општини Пљевља у Црној Гори. Према попису из 2003. било је 153 становника (према попису из 1991. било је 256 становника). Село је познато по остацима средњовековног утврђења Козник код Пљеваља.

## Историја
У селу Козица видљиви су остаци средњовековног утврђења - Козник (слика). По имену утврђења добило је име и само село.
Козник се први пут помиње 1441. године у Дубровачком архиву. Као Castrum Schoznich, град се помиње и у повељи Фридриха III (1452—1493) херцегу Стефану Вукчићу (1435—1466), из 1448. године.
Иако су писани трагови постојања Козника датирани у петнестом веку и веома су ријетки, археолошким прегледом локалитета (Срејовић - Кнежевић 1976) идентификована је траса римског пута који је водио из Муниципиума С, поред Козника (утврђења) све до Комарана и даље према Пријепољу и служио као зимска рута (због немогућности обављања саобраћаја преко Јабуке). О присутности Романског становништва у селу Козици сведоче бројни надгробни споменици из Римског и касноантичког периода нађени у подножју Козника (гробље) као и неких 1,5км северозападно у локалитету Котлина. Сматра се да је римски пут био широк 3,6 м поплочан калдрмом са колотрагом на појединим местима. Пут је дат пописом на Појтингеровој табли.
У селу Козица налази се средњовјековни рудник гвожђа. Руда је била врло доброг квалитета, а и експлоатација је била лака, што је, свакако, условило да се на том месту подигне утврђење, и много раније него што налазимо у дубровачким документима. Претпоставља се да је рудник кориштен у старом веку, управо од стране Римљана а касније и Грка (Ромеја) о чему постоји усмена традиција о локацији тзв. грчких гробаља. Експолоатација руде је обновљена крајем 40-их година прошлог вијека, али се од пројекта брзо одустало, највјероватније услед историјских околности (изолација тадашње Југославије...). Управо тада, крајем 40-их година XX вијека, од стране Министарства Руда и Шума, тадашње Југославије израђена је студија исплативости коришћења рудних налазишта у Општини Пљевља. У наведеној студији описан је и дат нацрт Козника, са четири одбрамбене куле у горњем граду те округлом кулом у доњем граду. У истом документу се наводи да је током рударских радова "пронађен старији поткоп у руднику који указује на врло стар рад", па се претпоставља да се ради о античкој експолоатацији руде (Документ се налази у Туристичкој организацији Пљевља).
Такође се претпоставља да је Козник у средњем веку био насељен [Сасима](Саксонцима), који су ископавали руду, о чему немамо писаних сведочанстава, али ни топонима. Југозападно на око 450 метара од утврђења, поред трасе римског пута, налазимо на остатке средњовековне цркве или манастира (Манастир Орлић), поред којег се налази извор познат као „Калуђерска вода“. "За вријеме владавине Немањића у селу су биле три цркве, од којих је она у Орлићу, близу Козичке ријеке - гдје се данас налази само велика гомила камења - била наводно манастир с имањем и пратећим објектима, за који се сматра да је старији од маиастира Св. Тројице у Пљевљима. Другу цркву, на мјесту званом Камена чесма - која је заједно с орлићким манас- тиром служила сеоском становништву -Турци су срушили одмах по доласку у ове крајеве и на њеном мјесту подигли су џамију, док је трећа богомоља, саграђена на гробљу када и утврђење, коришћена за потребе на том мјесту подигнутог града. Толики број цркава у једном мјесту неоспорно говори о великом броју становника који један од марљивих хроничара локалне ис- торије овог краја објашњава „подизањем града и отварањем рудника гвожђа". Према документу из 1940-их, тада је поред манастира постојао "поплочан пут лепог изгледа"
Ипак из дубровачких докумената са почетка 15. вијека, може се уочити развијена трговина, становништва тадашњег Козничког Града и Подграђа са Дубровчанима као и насеља Брезе у непосредној близини на путу према Комарану. Из сачуваних докумената да се претпоставити да је Кознички Град био значајно трговачко сједиште, па чак можда и пазариште, и највјероватније станица на караванском путу од Дубровника према Милешевцу и даље Малом Брду:
У Дубровачком архиву 1422. г. јасно се наводи тужба Брајка Богосалића дубровачког трговца, против тројице Дубровчана - трговца и извјесног Микоција из Козника (Mihocius de Schosnich) да су му напали и опљачкали сина Мароја у дућану у Трговишту.
Такође је остало забиљежено да је Хреља Бујак из Kозника (Hrellia Buiach de Shosnich) узео је кредит 8. маја 1439. године у Дубровнику, због трговине сукном у висини 70 обрачунских перпера у сребру, од Мадоја Гојаковића дубровачког златара и обавезао се да ће дуг вратити у року од 6 мјесеци уз интерес. За суму од 40 перпера јемац му је био његов брат Вукша, што упућује на закључак да Хреља још није био довољно познат у Дубровнику у смислу трговине, односно да је у град дошао први пут, међутим чињеница да је један дио кредита добио без јемства, значи да је у Дубровнику његов породични статус био донекле одређен преко брата који је несумњиво већ имао одређене трговачке послове
Даљим прегледом Дубровачких архива може се закључити да је Кознички Град имао и своје подграђе јер на то упућују називи - Sotto Cosiza i Spodcosize (исти извор)
Као архитектонска цјелина, може се слободно реци да је Козник типичан пример за прилагођавање основе утврђења терену и за максимално коришћење природних облика стјеновитог брда, како би град био што неприступачнији. Град има јако издужен облик у основи. У свом приказу из 1977 Ј. Кнежевић „Из далеке прошлости Пљеваљског краја“ износи да су у граду (Козник) сасвим добро очувани дрвени елементи конструкције као и централна одбрамбена кула, на самом врху. Данас је нажалост кула дјелимично срушена. Са друге стране осим присуства римске и касноантичке пластике подграђе још увијек није археолошки лоцирано.
Средином 19. вијека долази до првих организованих отпора Османском царству, у виду четовања, и појавом хајдука. Истакнути четовође из овог краја били су Ристан Шарац и Мићо Глушчевић, који су организовали и отпор а учесници су битке на Шаранцима. Крај је ослобођен од Турака и присаједињен Црној Гори крајем октобра 1912. године.
Нажалост, због дугогодишње Отоманске окупације, крај је био релативно дуго запостављен по питању отварања школа и просветитељског рада. Цркве и манастири су биле „оазе“ писмености, али и то такорећи занемаривано, честим паљењем и одвођењем свештенства у ропство. Манастир Дубочица који се тада налазио на обали Ћехотине, и био најближи селу није имао школу. Виђенији домаћини су крајем XIX века своју дјецу слали у Манастир Милешева, како би се описменила и евентуално постала свештеници. Тако у Манастиру Милешева а касније у манастиру Страњани, крајем XIX века свештеничку школу први похађао Стеван Гајевић (потомак Бујака). У Козицу је донио прве свештеничке књиге, али и Пелагићев народни учитељ и зубарска клијешта, што је условило да се осим просветитељства бави и лијечењем. Због честих буна и устанака у матарушком крају почетком XX века, Стеван, никада није постао свештеник бећ се окренуо борби за ослобођење, и прикључио се организацији "Уједињење или Смрт". Као истакнути родољуб и народни првак учествовао је у Раоничкој Буни (1906) и првом Балканском рату, за шта је одликован Споменицом 1912-13. „Освећено Косово“. Занимљив податак је да је Стеван лично познавао Мустафу Голубића, преко којег је био укључен у припрему балканских ратова. Умро је од последица исцрпљености након аустроугарске тортуре 1917. године у 47 години живота.
Године 1937. отворена је основна (четворогодишња) школа у Козици која и данас ради. Школска зграда је зидана 4 године, тесаним каменом, и са архитектонског становишта представља својсврстан феномен.

## Демографија
У насељу Козица живи 134 пунолетна становника, а просечна старост становништва износи 51,3 година (49,5 код мушкараца и 52,8 код жена). У насељу има 66 домаћинстава, а просечан број чланова по домаћинству је 2,32.
Ово насеље је углавном насељено Србима (према попису из 2003. године), а у последња три пописа, примећен је пад у броју становника. У Козици данас живе: Гајевићи, Вукашиновићи, Томашевићи, Пејовићи, Гачевићи, Бујишићи, Картали, Коћали, Јоксимовићи, Ковачевићи, Беновићи и Попадићи.
|  |

| Демографија | Демографија | Демографија |
| Година      | Становника  | Становника  |
| ----------- | ----------- | ----------- |
|             |             |             |
|             |             |             |
|             |             |             |
|             |             |             |
| 1948.       | 386         |             |
| 1953.       | 529         |             |
| 1961.       | 622         |             |
| 1971.       | 601         |             |
| 1981.       | 465         |             |
| 1991.       | 256         | 256         |
| 2003.       | 153         | 153         |
|             |             |             |

| Етнички састав према попису из 2003.‍ | Етнички састав према попису из 2003.‍ | Етнички састав према попису из 2003.‍ | Етнички састав према попису из 2003.‍ | Етнички састав према попису из 2003.‍ |
| ------------------------------------ | ------------------------------------ | ------------------------------------ | ------------------------------------ | ------------------------------------ |
|                                      |                                      |                                      |                                      |                                      |
| Срби                                 | Срби                                 |                                      | 127                                  | 83,00%                               |
| Црногорци                            | Црногорци                            |                                      | 26                                   | 16,99%                               |
| непознато                            | непознато                            |                                      | 0                                    | 0,0%                                 |

| Година пописа     | 1948. | 1953. | 1961. | 1971. | 1981. | 1991. | 2003. |
| ----------------- | ----- | ----- | ----- | ----- | ----- | ----- | ----- |
| Број домаћинстава | 60    | 76    | 92    | 102   | 96    | 88    | 66    |

| Број чланова      | 1  | 2  | 3  | 4 | 5 | 6 | 7 | 8 | 9 | 10 и више | Просек |
| ----------------- | -- | -- | -- | - | - | - | - | - | - | --------- | ------ |
| Број домаћинстава | 66 | 24 | 25 | 5 | 4 | 3 | 2 | 3 | 0 | 0         | 0      |

| Пол    | Укупно | Неожењен/Неудата | Ожењен/Удата | Удовац/Удовица | Разведен/Разведена | Непознато |
| ------ | ------ | ---------------- | ------------ | -------------- | ------------------ | --------- |
| Мушки  | 61     | 18               | 35           | 7              | 1                  | 0         |
| Женски | 77     | 22               | 34           | 20             | 1                  | 0         |
| УКУПНО | 138    | 40               | 69           | 27             | 2                  | 0         |

| Пол    | Укупно                    | Пољопривреда, лов и шумарство | Рибарство                            | Вађење руде и камена | Прерађивачка индустрија       |
| ------ | ------------------------- | ----------------------------- | ------------------------------------ | -------------------- | ----------------------------- |
| Мушки  | 38                        | 35                            | 0                                    | 0                    | 0                             |
| Женски | 21                        | 20                            | 0                                    | 0                    | 1                             |
| УКУПНО | 59                        | 55                            | 0                                    | 0                    | 1                             |
| Пол    | Производња и снабдевање   | Грађевинарство                | Трговина                             | Хотели и ресторани   | Саобраћај, складиштење и везе |
| Мушки  | 0                         | 1                             | 0                                    | 0                    | 1                             |
| Женски | 0                         | 0                             | 0                                    | 0                    | 0                             |
| УКУПНО | 0                         | 1                             | 0                                    | 0                    | 1                             |
| Пол    | Финансијско посредовање   | Некретнине                    | Државна управа и одбрана             | Образовање           | Здравствени и социјални рад   |
| Мушки  | 0                         | 0                             | 0                                    | 1                    | 0                             |
| Женски | 0                         | 0                             | 0                                    | 0                    | 0                             |
| УКУПНО | 0                         | 0                             | 0                                    | 1                    | 0                             |
| Пол    | Остале услужне активности | Приватна домаћинства          | Екстериторијалне организације и тела | Непознато            | Непознато                     |
| Мушки  | 0                         | 0                             | 0                                    | 0                    | 0                             |
| Женски | 0                         | 0                             | 0                                    | 0                    | 0                             |
| УКУПНО | 0                         | 0                             | 0                                    | 0                    | 0                             |